# Lucas Ribeiro (calciatore 1999)
Lucas Ribeiro dos Santos (Salvador, 19 gennaio 1999) è un calciatore brasiliano, difensore del Goiás.

## Caratteristiche tecniche
È un difensore centrale.

## Carriera
Cresciuto nelle giovanili del Vitória, ha esordito in prima squadra il 24 agosto 2018 in occasione del match di campionato perso 1-0 contro il Flamengo.

### Internacional
Il 10 agosto 2020, dopo aver rinnovato il proprio contratto con i tedeschi dell'Hoffenheim, viene prestato all'Internacional annualmente.

## Statistiche

### Presenze e reti nei club
Statistiche aggiornate al 31 agosto 2018.
| Stagione        | Squadra         | Campionato      | Campionato | Campionato | Coppe nazionali | Coppe nazionali | Coppe nazionali | Coppe continentali | Coppe continentali | Coppe continentali | Altre coppe | Altre coppe | Altre coppe | Totale | Totale | Totale |
| Stagione        | Squadra         | Comp            | Pres       | Reti       | Comp            | Pres            | Reti            | Comp               | Pres               | Reti               | Comp        | Pres        | Reti        | Pres   | Reti   |        |
| --------------- | --------------- | --------------- | ---------- | ---------- | --------------- | --------------- | --------------- | ------------------ | ------------------ | ------------------ | ----------- | ----------- | ----------- | ------ | ------ | ------ |
| 2018            | Vitória         | PD/BA+A         | 0+5        | 0          | CB              | 0               | 0               |                    | -                  | -                  |             | -           | -           | 5      | 0      |        |
| gen.-giu. 2019  | Hoffenheim      | BL              | 0          | 0          | DP              | 0               | 0               | UCL                | -                  | -                  |             | -           | -           | 0      | 0      |        |
| Totale carriera | Totale carriera | Totale carriera | 5          | 0          |                 | 0               | 0               |                    | -                  | -                  |             | -           | -           | 5      | 0      |        |